# Charalampos Xanthopoulos
Charalampos Xanthopoulos (in greco Χαράλαμπος Ξανθόπουλος), noto come Mpampīs Xanthopoulos (Μπάμπης Ξανθόπουλος) (Salonicco, 29 agosto 1956) è un ex calciatore greco, di ruolo centrocampista.

## Carriera

### Club
Ha iniziato la carriera professionistica nel Īraklīs, squadra con cui ha giocato dal 1974 al 1987, collezionando 271 presenze e segnando 14 reti nel massimo campionato greco.
Nel 1987 si è trasferito al Pierikos, dove ha militato fino al termine della carriera, nel 1989.

### Nazionale
Tra il 1978 e il 1985 ha collezionato 25 presenze con la nazionale greca, senza mai andare a segno.

## Palmarès

### Club

#### Competizioni nazionali
- Coppa di Grecia: 1

Iraklis: 1975-1976
- Beta Ethniki: 1

Iraklis: 1980-1981